# Баганалы Саяболекулы
Баганалы Саяболекулы, также известный как Баганалы Саятулеков (1895, аул Кокжыра, ныне Тарбагатайский район Восточно-Казахстанской области — 1986) — казахский домбрист, исполнитель народных кюев, один из известных представителей традиционной музыкальной культуры Восточного Казахстана.

## Биография
Родился в 1895 году в ауле Кокжыра. С детства проявлял интерес к народной музыке, обучался игре на домбре, перенимая мастерство у известных кюйши своего времени. В его репертуар входили произведения таких композиторов, как Таттимбет, Тока, Раздык.
Баганалы Саяболекулы исполнял как широко известные, так и редкие, малоизвестные кюи, передававшиеся из поколения в поколение. Его стиль исполнения отличался виртуозностью, эмоциональностью и глубоким пониманием казахской музыкальной традиции.
В 1937 году стал участником первого слёта народных талантов в городе Алматы, где получил признание за своё мастерство. В последующие годы активно участвовал в музыкальных мероприятиях, посвящённых популяризации казахской инструментальной музыки.

## Наследие
Исполнение Баганалы Саяболекулы оказало влияние на развитие казахского кюя. Многие его интерпретации сохранились в памяти последователей и записаны современными музыковедами.
Несмотря на то, что его имя менее известно широкой аудитории, вклад в сохранение традиционной казахской музыки остаётся значительным.